# Garantismo
Garantismo é uma teoria jusfilosófica, cunhada por Luigi Ferrajoli no fim do século XX, mas com raízes no Iluminismo do século XVIII, que pode ser entendido de três formas distintas, mas correlacionadas: como um modelo normativo de Direito, como uma teoria crítica do Direito, e como uma filosofia política.
No primeiro sentido, é um sistema de vínculos impostos ao poder estatal em garantia dos direitos dos cidadãos, sendo possível falar-se em níveis de efetividade do garantismo normatizado na Constituição de um determinado Estado nas práticas judiciárias desse Estado. Na segunda forma, é uma teoria jurídica da validade e da efetividade do Direito, fundando-se na diferença entre normatividade e realidade, isto é, entre Direito válido (dever ser do Direito) e Direito efetivo (ser do Direito), ambos vigentes. Neste segundo significado, permite a identificação das antinomias do Direito, visando a sua crítica. Por último, garantismo é uma filosofia política que impõe o dever de justificação ético-política (dita, também, externa) ao Estado e ao Direito, não bastando a justificação jurídica (também chamada de interna). Neste último sentido, pressupõe a distinção entre Direito e moral, entre validade e justiça, tão cara ao positivismo,  e a prevalência desta última, a justificação externa.
No Brasil, existe uma ênfase muito grande na aplicação penal e processual penal da teoria garantista, agindo de modo reducionista para a sua consolidação nos outros ramos do Direito.